# Kvíslavatn
Kvíslavatn is een grillig gevormd meer in het IJslandse binnenland. Het meer ligt ten westen van de Sprengisandurweg (weg nummer F 26) en ten zuidoosten van de gletsjer Hofsjökull waar de Þjórsá rivier zijn oorsprong heeft. Het Kvíslavatn heeft een wateroppervlakte van ongeveer 20 km².